# 김정실
김정실(金正實, 1904년 4월 27일 ~ 1969년 10월 27일)은 대한민국의 교육자이자 정치인이다.

## 생애
보성전문학교를 졸업하고 한때 대한민국 임시정부 주석이었던 김구(金九)가 귀국한 뒤 국가 건설에 따른 인재의 필요성을 느껴 서울시 용산구 원효로에 있던 원효사를 본부로 설립하였던 건국실천원양성소(建國實踐員養成所)의 강사로 활동하였고 잠시 목재회사 중역으로 사업에 참여하다가 단국대학 재단설립 이사와 부학장을 거쳐 단국대학교 제2대 학장을 맡았다. 경남 고성군에서 국회의원 선거에 당선되어 대한민국 제2대 국회의원을 역임하였다.

## 신익희와 정치공작대
건국의 기초와 지반이 될 행정 조직의 필요성을 절감한 신익희는 임정의정원의 결의에 따라 임정산하 정치공작대(政治工作隊)의 조직에 착수했다. 정치공작대는 아무런 조직이 없던 임정 측의 입장에서는 절대적으로 필요한 기구였다. 국가수립의 기초가될 이 정치공작대는 1946년 2월에는 지방조직으로까지 확대해나갔다. 정치공작대를 조직한 뒤에는 임시정부 의정원의 결의를 얻어 국내의 준재지사를 널리 모아 70여 인사들로 구성된 행정연구반(行政硏究班)을 조직하였다. 행정연구반은 지방행정조직을 담당하는 역할을 하는 기구로 구성되었다.
신익희는 다시 신망이 두텁고 유능한 각 지방의 인재를 포섭하여 정치공작대를 조직했는데 정치공작대의 조직에서  임시정부 동지로서 김정실은 총무를 맡고 있었고 중앙본부부장에는 신익희, 중앙본부차장은 강태동(姜泰東), 재정은 임병기(林炳冀), 조직은 조중서(曺仲瑞), 정보는 박문(朴文) 등과 이밖에 중앙요원과 각 도를 담당하는 정치위원으로 조직되어 있었다. 이렇듯이 임정시절부터 신익희와 뜻을 같이 하면서 정치공작대에서도 적극적인 지원으로 조력하였다.

## 건국실천원양성소 활동

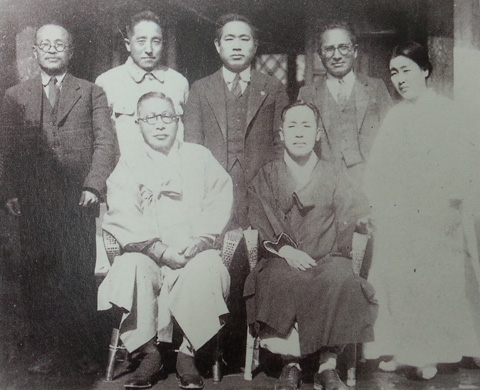
단국대학 설립시 김구의 격려차 방문 1948년 1월 18일 낙원동
앞줄:김구 장형, 뒷줄:장도빈, 엄항섭, 양주동, 김정실, 박정숙

건국실천원양성소(建國實踐員養成所)는 1947년 국가를 건설하기 위한 인재 양성을 목적으로 설립한 단체로 대한민국 임시정부 주석이었던 김구(金九)가 귀국한 뒤 국가 건설에 따른 인재의 필요성을 느껴 서울시 용산구 원효로에 있던 원효사를 본부로 설립하였다.
이 단체는 김구의 자주정부 수립을 위한 준비의 일환으로, 임시정부가 1940년 9월 충칭(重慶)에서 제정, 공포한 ＜대한민국건국강령＞을 기초로 하였다.
건국강령은 제1장 총칙, 제2장 복국(復國), 제3장 건국으로 구성되었고, 그 내용은 정치·경제·교육의 균등한 발전을 통하여 복국(復國), 건국(建國), 치국(治國), 더 나아가서는 구세(救世)의 이상을 실현하고자 한 삼균주의(三均主義)를 바탕으로 하였다.
독립운동 과정 중 복국의 단계에서 광복군(光復軍)이 필요했던 것처럼, 건국의 단계에서는 건국의 동량이 필요했고, 이 필요에 의하여 1947년 3월 이 양성소가 설립되었다.
명예소장에 이승만(李承晩), 소장에 김구(金九), 이사장에는 장형(張炯)으로 출발한 이 양성소는 전국 각지의 우수한 애국청년들을 선발하여 건국운동의 중견 일꾼으로 양성하고자 교육을 시켰다. 이러한 인재 양성의 발상은 청년들이 국가를 건설하는 데 매우 중요한 구실을 한다는 김구 개인의 신념에서 나왔다.
양성소의 매기 교육 인원은 100명 내외였다. 교육기간은 제1기가 2개월이었고, 제2기부터 마지막 교육을 받은 제9기까지는 1개월이었다. 교육내용은 독립운동사·정치·경제·법률·헌법·역사·선전·민족문화·국민운동·철학·약소민족문제·농촌문제·협동조합·사회학·공산주의 비판·여성문제 등과 특별강의였다.
강사는 조소앙(趙素昻)·조완구(趙琬九)·신익희(申翼熙)·지청천(池靑天)·나재하(羅在夏)·김성주(金成柱)·김경수(金敬洙)·최호진(崔虎鎭)·김정실(金正實)·양주동(梁柱東)·민영규(閔泳珪)·엄상섭(嚴詳燮)·엄항섭(嚴恒燮)·김학규(金學奎)·설의식(薛義植)·김기석(金基錫)·이상조(李相助)·주석균(朱碩均)·홍병선(洪秉璇)·김하선(金昰善)·김석길(金錫吉)·안재홍(安在鴻)·정인보(鄭寅普)·황기성(黃基成)·이인(李仁)·김활란(金活蘭)·김법린(金法麟)·박순천(朴順天)·이은상(李殷相) 등 각계의 인사들이었다. 이때 김정실은 친분이 있던 양주동, 엄항섭과 함께 강사로 참여하였다.

이러던 차에 1949년 6월 26일 한국독립당 당수 김구가 육군포병소위 안두희(安斗熙)에게 권총으로 살해된 김구암살사건(金九暗殺事件)이 발생하여 김구가 암살된 후, 1949년 8월 23일 건국실천원양성소는 해체되고 건물 원효사는 1949년 9월 홍익대학교에 인수됐다.

## 단국대학교에서 활동
장형과 함께 뜻을 같이 했던 김정실은 건국실천원양성소의 이사장으로 있었던 장형과의 인연으로 단국대학 2대 학장(1950년 1월 16일 ~ 1952년 11월 23일)을 맡아 단국대학교의 발전에 일익을 담당하였다.

## 대한민국 국회에서 활동
제2대 국회의원으로 활동했던 김정실은 1954년 1월 9일 오후 1시45분 서울 태평로 부민관(현 서울시의회 건물, 한국전쟁이 끝난 뒤 국회의사당 건물로 쓰이던 곳)에서 ‘형사소송법 초안에 대한 공청회’가 열렸을 때 당시 국회의원이자 공청회의 위원장으로 입을 열었다. “법치국가에 있어서 법을 정비하는 데 국회뿐만 아니라 일반 여론이 되어 진행되고 있는 이 형사소송법은 인권 옹호에 중요한 성격을 갖인 것이올시다.”
인권에 방점을 찍은 공청회는 오후 5시20분까지 이어졌는데, 첫 안건은 ‘검사와 사법경찰관리와의 관계’에 관한 것이었다. 요즘 말로 바꾸면 ‘검경 수사권 조정 문제’가 당시 국회에서 논쟁거리가 되면서 ‘검찰 파쇼냐, 경찰 파쇼냐.’로 혹은 ‘상호협력이냐, 상명하복이냐.’ 대립각이 형성되고 있었던 것이고 ‘대통령(검찰)과 동사무소 공무원(경찰)’ ‘선생(검찰)과 학생(경찰)’ 발언까지 등장한 2011년 검찰-경찰 수사권 갈등의 폭심지 역시 협력이냐, 복종이냐는 논의 반경을 벗어나지 못하고 있었던 상황과 비슷한 유형이었다. 초창기 국회에서 김정실의 변모를 느끼게 해주는 국회활동의 보도이다.

## 역대 선거 결과
|  | 29.12% |

|  | 30.98% |

## 같이 보기
- 신익희
- 제헌국회
- 김정실 - 대한민국헌정회